# Allée couverte de la Couette
L'allée couverte de La Couette est située sur la commune de Ploufragan dans le département français des Côtes-d'Armor.

## Protection
Le monument fait l’objet d’un classement au titre des monuments historiques depuis le 18 avril 1914. Prosper Mérimée visita le site en 1836.

## Description
L'allée couverte ouvre au sud-est. Elle mesure 16 m de longueur pour une largeur intérieure de 1,20 m et une hauteur de 1,10 m. Elle est délimitée par vingt-huit orthostates et une dalle de chevet au nord-ouest. L'ensemble est recouvert de treize tables de couverture. Toutes les dalles sont en dolérite.
Les fouilles de 1854 ont permis d'y recueillir «une urne cinéraire contenant des ossements brûlés, des haches polies, des perles en os et en pierres opaques, un fragment de lance en bronze et divers outils en silex dont des harpons». Le monument a été réutilisé à l'époque gallo-romaine.